# Legea
A Legea céget  1993-ban alapította Giovanni Acanfora, Emilia Acanfora, Luigi Acanfora. Professzionális sportruházati márka, amely egyesíti a legjobb minőségű anyagokat az olasz design összes jellemző tulajdonságával. A Legea központja az olaszországi Pompei-ben található, és számos Legea Points (szaküzlete) van az anyaországban. A cég Európában, az Amerikai Egyesült Államokban, Kanadában és Ausztráliában disztribútorokon keresztül képviselteti magát. A világ top 20, Olaszországban a top 10 ruhagyártó cég között szerepel.

## Szponzoráció

### Olimpiai csapat
- Montenegró olimpiai csapata

### Futballcsapat

#### Válogatott
- Észak-Korea labdarúgó válogatottja[1]

#### Klubcsapat
- Egri Football Club – magyar NB 1-es labdarúgó-bajnokságban
- Szombathelyi Haladás – magyar NB 1-es labdarúgó-bajnokságban
- Békéscsabai Előre FC – magyar NB 2-es labdarúgó-bajnokságban
- Ajka FC – magyar NB 2-es labdarúgó-bajnokságban
- Udinese Calcio – olasz Serie A labdarúgó-bajnokság
- PFK Lokomotiv Szofija – bolgár labdarúgó-bajnokság
- PFK CSZKA Szofija – bolgár labdarúgó-bajnokság
- Ac Milan Primavera - olasz Primavera-bajnokság